# 小渡町
小渡町（おどちょう）は、愛知県豊田市の地名。

## 地理
豊田市の北東部にあり、矢作川が複雑に湾曲するところの左岸に沿っている。矢作川支流である介木川、白石川も町域内で矢作川に注いでいる。旭地区（旧東加茂郡旭町の町域にほぼ相当する）に属する。北で下切町、東で時瀬町、南東で万町町、南で明賀町・杉本町、南西で小田町、西で有間町、北西で島崎町と接する。
古来より交通の要所であり、足助と明知、岩村を結ぶ街道の宿場があったとされる。船戸と呼ばれる地区にはかつて矢作川の渡船場も存在した。現在でも4つの主要地方道、県道が町域内で交わっている。行政・経済の上で旧旭町・現旭地区の中心地であり、公共施設や商店を含めた町並みを構成している。産業も農林業が中心であるが商工業も多い。。
郵便番号は444-2846（集配局：旭郵便局）。

## 歴史

### 沿革
- 江戸期には小渡村として三河国加茂郡に所属していた[7]。
  - ただし寛永期の『三河国村々高附』においては「小渡り村」、天保期の郷帳においては「小渡村」と表記されている[8]。
- 1635年（寛永12年）当時- 栗原藩領であった[4]。
- 1638年（寛永15年）- 栗原藩が廃絶。以後、小渡村では領主の激しい交代が行われたという[4]。また、幕府の直轄地になったとも言われる[7]。
- 1681年（天和元年）- 旗本本多忠周の知行地となる。
- 1878年（明治11年）- 郡区町村編制法施行により、加茂郡が東加茂郡と西加茂郡に分割される。それに伴い、所属が加茂郡から東加茂郡に変更される[7]>。
- 1889年（明治22年）10月1日- 町村制施行により、小渡村、時瀬村、万町村、余平村、太田村、明賀村が合併して東加茂郡介木村が誕生し[9]、小渡村は介木村大字小渡に変更される[7]。
- 1906年（明治39年）5月1日- 介木村、生駒村、野見村、築羽村が合併して旭村が誕生し[10]、介木村大字小渡は旭村大字小渡に変更される[7]。
- 1940年（昭和15年）- 旭村役場が大字太田から大字小渡に移転する[7]。
- 1967年（昭和42年）4月1日- 旭村が町制を施行し旭町になる。これに伴い、住所表示が旭町大字小渡に変更される[7]。
- 2005年（平成17年）4月1日- 旭町の豊田市への編入に伴い、住所表示が豊田市小渡町に変更される。

## 世帯数と人口
2019年（令和元年）7月1日現在の世帯数と人口は以下の通りである。
| 町丁   | 世帯数 | 人口  |
| ------ | ------ | ----- |
| 小渡町 | 97世帯 | 244人 |

### 人口の変遷
国勢調査による人口の推移
| 2005年（平成17年） | 333人 | [ 11 ] |  |
| 2010年（平成22年） | 301人 | [ 12 ] |  |
| 2015年（平成27年） | 258人 | [ 13 ] |  |

## 学区
市立小・中学校に通う場合、学区は以下の通りとなる。
| 番・番地等 | 小学校             | 中学校           |
| ---------- | ------------------ | ---------------- |
| 全域       | 豊田市立小渡小学校 | 豊田市立旭中学校 |

## 施設

### 公共施設
- 豊田市役所旭支所
- 豊田市生涯学習センター旭交流館
- 豊田市旭保健センター
- 旭農林会館

### その他の施設
- JAあいち豊田旭支店
- NTT西日本小渡電話交換所
- 旭郵便局

## 交通

### バス
- とよたおいでんバス 【5】旭・豊田線、【6】旭・足助線
- 旭地域バス

### 道路

#### 県道
- 愛知県道11号豊田明智線
- 愛知県道19号土岐足助線
- 愛知県道356号大野瀬小渡線
- 愛知県道366号小渡明川足助線

## 寺社

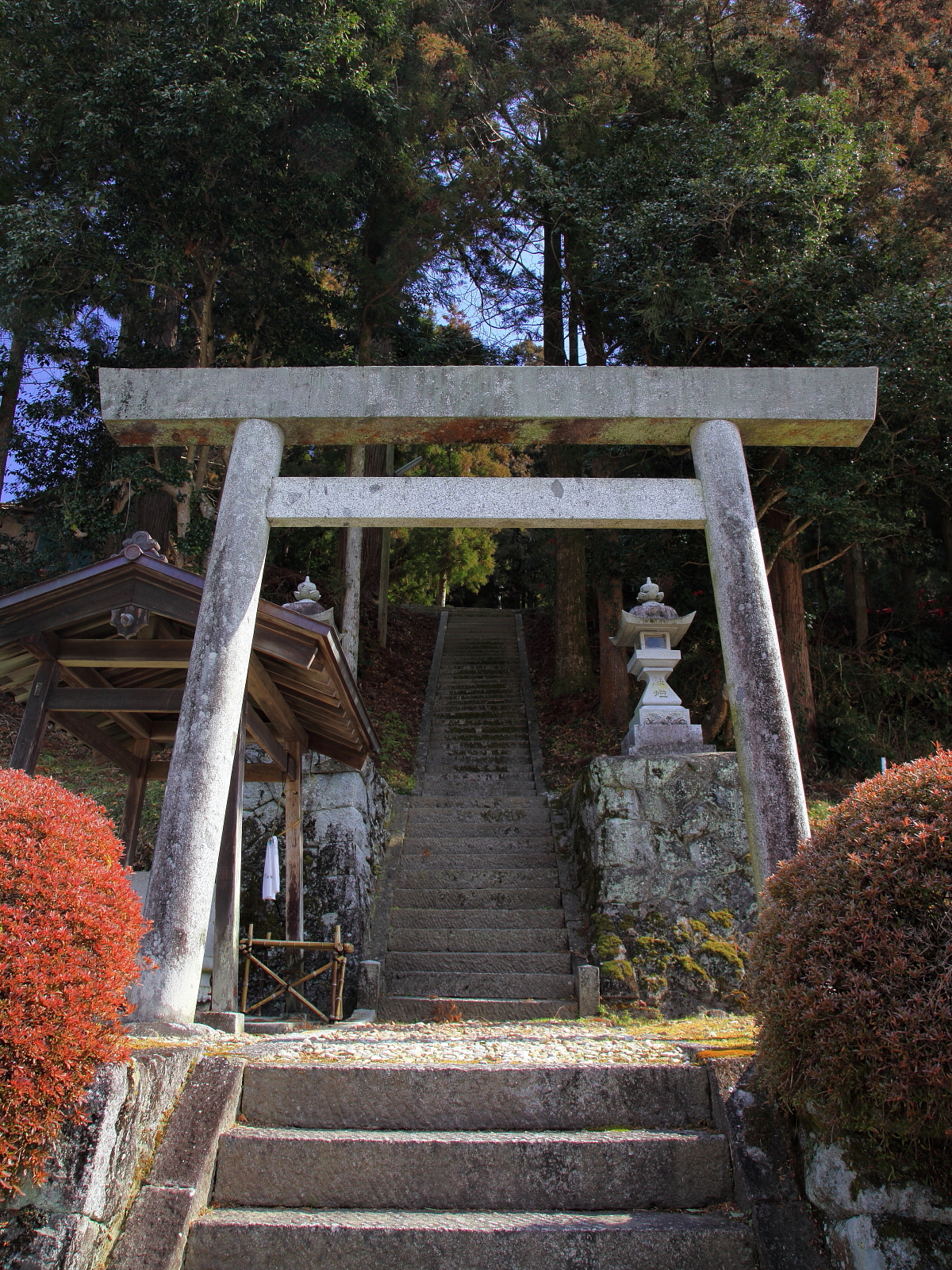
神明神社

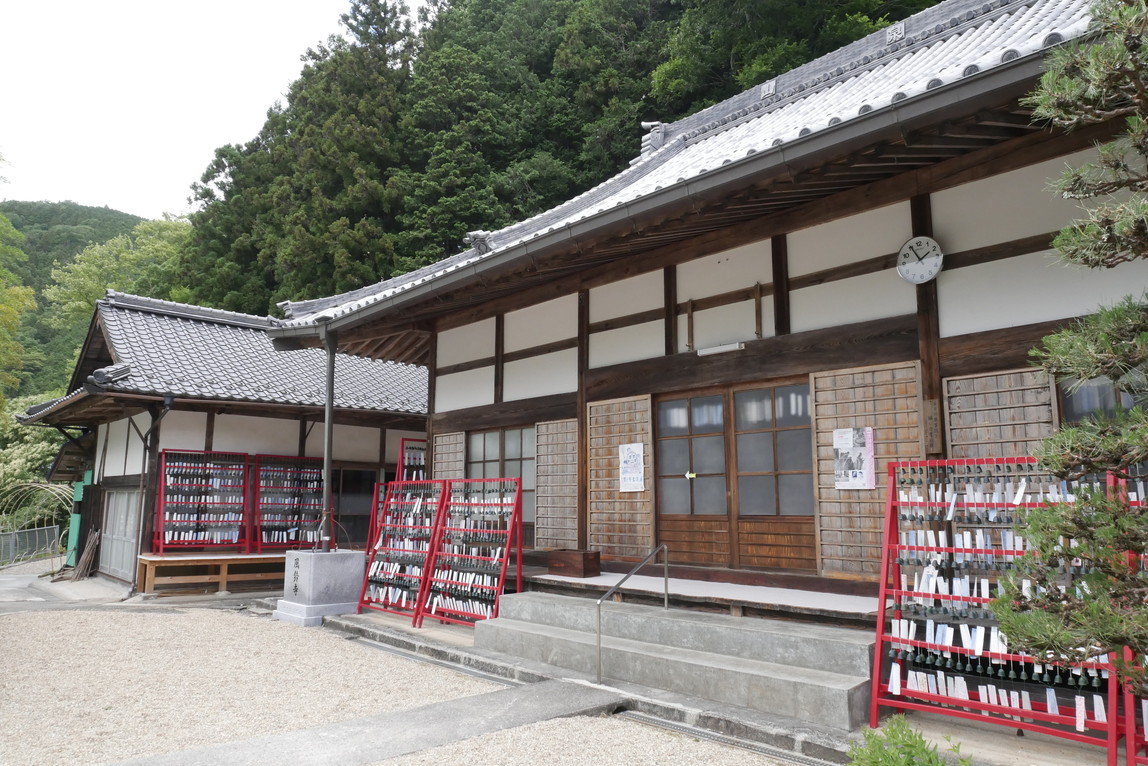
増福寺

- 神明神社

旧小渡村村社。境内に農村舞台がある。由緒や創建年代などははっきりしていない。
- 増福寺

曹洞宗の寺院。風鈴寺として知られる。
- 智教院

真言宗醍醐派の寺院。

## 文化財

### 指定文化財

#### 有形民俗文化財
- 上中切の陶製狛犬[15]

豊田市指定。1989年（平成元年）9月22日指定。神明神社が所蔵し、現在は旭支所で保管。

### その他の文化財

#### 散布地
- 船戸（ふなと）遺跡[16]
- 南貝津（みなみがいつ）遺跡[16]
- 小渡藪下（やぶした）遺跡[16]
- 小渡広畑（ひろばた）遺跡[16]

いずれの遺跡も縄文時代のものである。

#### その他墓
- 船戸（ふなと）第1古墓[17]
- 船戸（ふなと）第2古墓[17]

いずれの古墓も中世時代のものである。

#### 城館跡
- 小渡城跡[18]

小渡町中心部から東へ、南北を県道に挟まれた急峻な丘陵上に広く立地していたとされる。城主名や由緒などは不詳であるが、本丸跡、二の丸跡、帯曲輪、そして10か所程度の曲輪などが散見される。また当丘陵の西隣にある丘陵は弘法山と呼ばれ、小渡城城主やその近辺者と何らかの関連があると思われる古墓（船戸第1・第2古墓）があり、また14世紀から16世紀にかけてのものと思われる宝篋印塔、五輪塔、一石五輪塔などが多く残っている。